# Казе Кјангали (Потенца)
Казе Кјангали (итал. Case Chiangali) је насеље у Италији у округу Потенца, региону Базиликата.
Према процени из 2011. у насељу је живело 131 становника. Насеље се налази на надморској висини од 888 м.